# 間違い探し
間違い探し（まちがいさがし）とは、複数のよく似た絵から異なる箇所を探し出すパズルである。近年の幼児・年少向けでは「違い探し」と呼ばれることが多い。

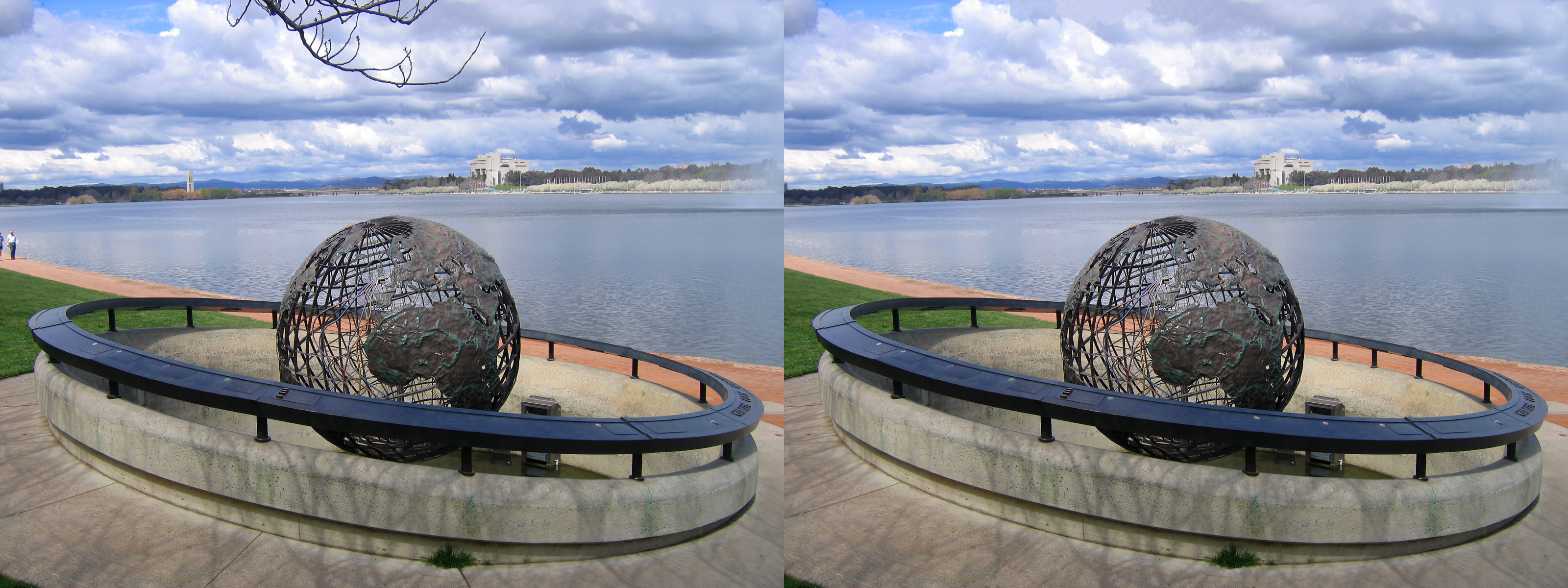

## 概要
ルールが単純なことから新聞・雑誌・クイズ番組等でもよく掲載される。また、最近ではこのパズルのみを集めた雑誌も複数出版されている。
最も一般的な出題形式は、同じ向きに並んだ2枚の絵から違っている部分を探す物である。この形式の場合、ステレオグラムを見る際と同様に裸眼立体視すれば簡単に探せるため、鏡像や白黒反転させた物を並べることもある。
似たような問題としては、複数のよく似ていてかつ一部が違っている絵の中から、全く同じ絵を探し出すパズルもある。この形式の代表作品としてマーティン・ハンドフォード作の絵本『ウォーリーをさがせ!』シリーズが挙げられる。日本では1990年頃に流行し、同一形式の類似作品が多数登場した。

## 間違い探しの例

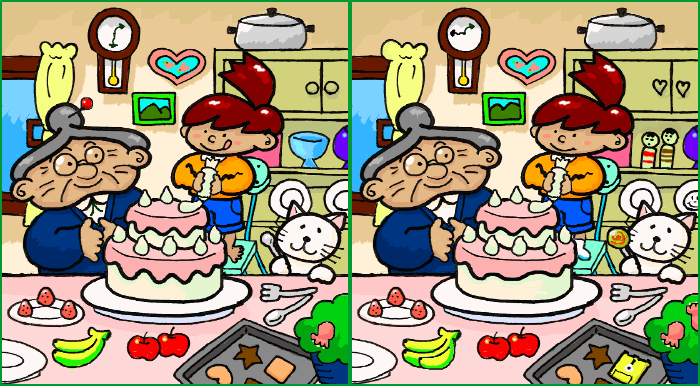

### 答え
背景
カーテンの上部が膨らんでいる。
時計の針の位置が違う。
戸棚の取っ手がハートになっている。
戸棚の中ほどに置いてある器がこけしに変わっている。
戸棚の右に置いてある皿に顔が書いてある。
四角い額縁に入っている山の絵が違う。
テーブルの上
バナナの房の数が増えた。
鉢植えに咲いている花の数が増えた。
天板に置いてあるクッキーがクイックディスクに変わっている。
ケーキ下部の形が違う。
人物
おばあさんのかんざしが消えている。
おばあさんの胸のひも（線）が消えている。
女の子が舌を出していない。
女の子が靴下を履いている。
猫の持っている物がキャンディになっている。